# 황준국
황준국(黃浚局, 1960년 12월 19일~)은 대한민국의 외교관이다.

## 학력
- 경동고등학교 졸업
- 서울대학교 경제학과 학사
- 프린스턴 대학교 대학원 정책학 석사

## 경력
- 고입 연합고사 전국 수석
- 외무고시 16회 합격
- 주영국 대한민국 대사관 겸 주국제 해사 기구 대한민국 대표부 2등서기관
- 주유엔 대한민국 대표부 1등서기관
- 주사우디아라비아 대한민국 대사관 참사관
- 외교통상부 의전1담당관
- 외교통상부 국제연합과 과장
- 주유엔대한민국대표부 참사관
- 외교통상부 국제기구협력관
- 외교부 북핵외교기획단장
- 주미국 대한민국 대사관 정무공사
- 외교부 장관특별보좌관
- 외교부 한미방위비분담협상 대사
- 외교부 한반도평화교섭본부장
- 주 영국 대사
- 연세대 국제대학원 객원교수
- 한림대 객원교수
- 2021.07 ~ 2021.11: 국민의힘 윤석열 제20대 대통령 선거 예비후보 국민캠프 대통령 후보 직속 후원회장
- 2022.07 ~ 2025.07: 주 유엔 대한민국 대표부 특명전권대사